# Isla Lemuy
Isla Lemuy är en ö i Chile.   Den ligger i regionen Región de Los Lagos, i den södra delen av landet, 1 100 km söder om huvudstaden Santiago de Chile. Arean är 97 kvadratkilometer.
Terrängen på Isla Lemuy är platt. Öns högsta punkt är 169 meter över havet. Den sträcker sig 15,6 kilometer i nord-sydlig riktning, och 18,5 kilometer i öst-västlig riktning.